# Оберцайринг
Оберцайринг (нем. Oberzeiring) — ярмарочная коммуна (нем. Marktgemeinde) в Австрии, в федеральной земле Штирия.
Входит в состав округа Юденбург. Население составляет 915 человек (на 31 декабря 2005 года). Занимает площадь 38,23 км². Официальный код — 6 08 13.

## Политическая ситуация
Бургомистр коммуны — Йохан Кройцер (АНП) по результатам выборов 2005 года.
Совет представителей коммуны (нем. Gemeinderat) состоит из 9 мест.
- АНП занимает 6 мест.
- СДПА занимает 3 места.